# Phaonia sichotensis
Phaonia sichotensis är en tvåvingeart som beskrevs av Zinovjev 1980. Phaonia sichotensis ingår i släktet Phaonia och familjen husflugor. Inga underarter finns listade i Catalogue of Life.